# 367 av. J.-C.
Cette page concerne l'année 367 av. J.-C. du calendrier julien proleptique.

## Événements
- Février : Denys l'Ancien obtient le premier prix au concours des Lénéennes à Athènes pour sa tragédie, La Rançon d’Hector (la ville souhaitait obtenir son alliance). Selon certains, le tyran célèbre son succès par des libations si importantes qu’il en meurt[1].
- 5 mars (15 mars du calendrier romain) : entrée en charge à Rome de tribuns militaires à pouvoir consulaire : Publius Valerius Potitus Publicola, Aulus Cornelius Cossus, Publius Manlius Capitolinus, Marcus Cornelius Maluginensis, Lucius Veturius Crassus Cicurinus, Marcus Geganius Macerinus[2]. 
  - Bataille de l'Anio. Nouvelle invasion gauloise stoppée devant Rome par Camille. Fin du siège de Velitrae[2].
  - Lois liciniennes-sextiennes à Rome : les deux tribuns de la plèbe Caius Licinius Stolon et Lucius Sextius Lateranus font accepter, après dix ans d'obstruction politique, une loi sur les dettes, une loi agraire (accès de la plèbe à l’ager publicus ou plutôt loi sur les modalités juridiques de l’appropriation du sol et le cadastre) et des lois constitutionnelles rétablissant le consulat et l’ouvrant aux plébéiens[3]. Les deux consuls sont les chefs de l’exécutif et de l’armée pendant un an. Mais ils sont entourés d’autres magistrats recrutés parmi le patriciat : les censeurs et les questeurs, déjà en fonction depuis le Ve siècle et, apparus en 367–366 av. J.-C., les édiles curules (ravitaillement, police et hygiène de la cité) et le préteur (pouvoir judiciaire). Les lois Liciniennes interdisent de posséder plus de cinq cents jugères de terres communes et prescrivent la distribution des terres devenues disponibles aux citoyens pauvres à raison de sept jugères par tête. Elles règlent la question des dettes : les débiteurs reçoivent l’autorisation de se libérer en trois années, les intérêts déjà payés venant en déduction du capital exigible.

- Printemps : mort de Denys l'Ancien après qu'il a passé un traité avec Athènes[4]. Denys le Jeune, fils de Denys l’Ancien et de son épouse locrienne Doris hérite de la tyrannie à la mort de son père (fin de règne en 344 av. J.-C.). Il obtient la bienveillance de l’assemblée de Syracuse. Dion, frère d’Aristomachè, l’épouse syracusaine de Denys l’Ancien, et époux d’Arétè, sœur de Denys le Jeune, pense pouvoir exercer une véritable tutelle sur son beau-frère. Il le persuade de faire revenir Platon à Syracuse. Le philosophe accepte, espérant pouvoir mettre ses théories politiques en pratique (366 av. J.-C.).
  - Denys intercepte un message que Dion aurait envoyé aux Carthaginois, leur demandant de ne pas conclure de paix sans qu’il ne participe aux négociations. Dion est exilé en Grèce. Dans l’espoir d’empêcher Dion de rassembler des mercenaires pour prendre le pouvoir, Denys le prive de ses biens. Pour l’humilier, il oblige sa sœur à divorcer de Dion et à prendre un nouvel époux, Timocrate[5]. Platon, qui comprend qu’il ne pourra pas conduire ses réformes, obtient de Denys de rentrer à Athènes.
  - De 367 à 357 av. J.-C., Denys, sur les conseils de l’historien Philistos revenu d’exil, exerce une politique extérieure avisée : paix de statu quo avec Carthage, guerre contre les Lucaniens pour protéger les cités italiotes, alliance étroite avec Tarente gouvernée par le philosophe pythagoricien Archytas, expansion en Adriatique (fondation de deux colonies en Apulie).

- Épaminondas fait campagne contre la Ligue achéenne. Les oligarques modérés qui gouvernent les villes achéennes se rallient à Épaminondas, mais les autorités de Thèbes soutiennent leurs opposants démocrates dans la guerre civile qui s’ensuit. Les oligarques triomphent et s’allient avec Sparte[6].
- Hiver 367–366 av. J.-C. : congrès de Suse. Échec d’un projet de paix commune favorable à Thèbes. En 368 av. J.-C. l’envoyé du roi de Perse à Sparte, Philiscos, qui tente d’imposer un renouvellement de la paix de 371 av. J.-C. se heurte au refus de Thèbes. Il laisse à Sparte 2 000 mercenaires, dont la solde était payée par le satrape Ariobarzane. Le Grand Roi soupçonnant Ariobarzane de préparer une révolte, cette aide provoque sa méfiance à l’égard de Sparte. Les Thébains envoient alors Pélopidas à Suse, où se tient un congrès des ambassadeurs des cités grecques. Les conditions dictées par Artaxerxès II (autonomie de Messène et mise à sec de la flotte d’Athènes), sont favorables aux Thébains. Les cités grecques refusent de prêter serment[6].

- La fondation de la Ligue étolienne est attestée par un décret athénien à la suite de la violation de la trêve pour les fêtes d'Éleusis[7].
- Charès aurait conquis Égine pour Athènes[8].

## Naissances en −367
- Ptolémée Ier Sôter

## Décès en −367
- Denys l'Ancien, tyran de Syracuse.
- Gorgias, philosophe.